# Harald Lückner
Sven Harald Lückner, född 27 mars 1957 i Mariestad, är en svensk före detta ishockeyspelare och tränare, som för närvarande arbetar som expertkommentator på C More.

## Biografi
Harald Lückners främsta tränarmerit är ett SM-guld som han tog med Modo Hockey 2007 i en finalserie mot Linköping. Han valdes till årets tränare inom svensk ishockey säsongen 2006/2007. 
Lückner har även lett Färjestads BK till SM-final 1991, den gången blev det dock förlust mot Djurgården. Han förde dessutom Mora IK till Elitserien 2004 och till Kvalserien 2011. I januari 2012 ersatte Lückner Hans Särkijärvi som tränare för Linköpings HC. Det var ett uppdrag som han hade säsongen ut.

## Klubbar som tränare
- IHK Sparta Sarpsborg 1988/1989
- Färjestads BK 1989/1990–1992/1993
- Sveriges juniorlandslag 1995–1998
- Färjestads BK J20 1996/1997–1999/2000
- HV71 2000/2001–2002/2003
- Mora IK 2003/2004–2004/2005, 2008/2009–december 2011[3]
- Modo Hockey 2005/2006–2007/2008
- Linköpings HC 2012 (januari–mars)

## Klubbar som spelare
- Mariestads BoIS (moderklubb)
- Färjestads BK 1975/1976-1987/1988
- IHK Sparta Sarpsborg 1988/1989